# Robert McCammon
Robert R. McCammon (Birmingham, 17 luglio 1952) è un romanziere statunitense.
Ha debuttato nel 1978 col romanzo Baal, iniziando una prolifica carriera di romanziere che lo ha portato a scrivere un totale di tredici romanzi prima di prendersi un lungo periodo di pausa dal lavoro alla fine del 1992. Recentemente è tornato a pubblicare: nel 2002 si è riaffacciato sul mercato con Speaks the Nightbird e nel 2007 è arrivato l'ultimo The Queen of Bedlam.
In Italia McCammon è stato recentemente riscoperto dalla Gargoyle Books, la casa editrice romana specializzata in narrativa horror, che ha pubblicato nel 2005 Hanno sete. Il bacio oscuro (They Thirst, 1981), nel 2006 L'ora del lupo. Gli artigli della notte (The Wolf's Hour, 1989), nel 2007 La via oscura (Mystery Walk, 1983), nel 2009 La maledizione della casa degli Usher (Usher's Passing 1984), ispirato al racconto Il crollo di Casa Usher di Edgar Allan Poe, e nel 2010 Mary Terror (Mine, 1990).

## Opere

### Romanzi
- 1978 - Baal (Baal), Arnoldo Mondadori Editore 1991
- 1980 - Loro attendono (Bethany's Sin), Arnoldo Mondadori Editore 1996
- 1981 - Hanno sete (They Thirst), Gargoyle Books 2005 (ISBN 978-88-89541-04-3
- 1983 - La via oscura (Mystery Walk), Gargoyle Books 2008 (ISBN 978-88-89541-20-3)
- 1984 - La maledizione degli Usher (Usher's Passing), Gargoyle Books 2009
- 1987 - Tenebre (Swan Song), Arnoldo Mondadori Editore 1991, ripubblicato col titolo Il canto di Swan, Fanucci Editore, 2021 (trad. Francesco Vitellini)
- 1988 - L'invasione (Stinger), Arnoldo Mondadori Editore 1992
- 1990 - Blue World
- 1989 - L'ora del lupo (Wolf's Hour), Gargoyle Books 2006 (ISBN 978-88-89541-10-4)
- 1990 - Mary Terror (Mine), Interno giallo 1991, Gargoyle Books 2010 ISBN 978-88-89541-41-8]
- 1991 - Il ventre del lago (Boy's life), Interno giallo 1992
- 1992 - L'inferno nella palude (Gone South), Interno giallo 1993
- 2011 - The Five
- 2013 - Io Viaggio di Notte (I Travel by Night), Independent Legions Publishing 2016 (ISBN 978-88-99569-14-3)
- 2015 - The Border
- 2018 - The Listener

### Racconti
- 1985 - La casa rossa (The Red House), in Il meglio della Fantasy 1986, Armenia 1986
- 1989 - L'aggeggio (The Thang), in Erotic Horror. Racconti dei grandi maestri dell'orrore, Bompiani 1994
- 1988 - La notte chiama Falco Verde (Night Calls the Green Falcon), in Lo schermo dell'incubo, Einaudi 1998
- 1989 - Mangiami (Eat Me), in Il libro dei morti viventi, Bompiani 1995

## Televisione

### Sceneggiatore
- La camera oscura (Darkroom) - Serie TV, storia (1981)
- Ai confini della realtà (The Twilight Zone) - Serie TV, 1 episodio ("tratto da un racconto breve di") (1985)